# امهرست (ماساچوست)
امهرست (به انگلیسی: Amherst) شهری در غرب ایالت ماساچوست در کشور ایالات متحده آمریکا است.
دانشگاه ماساچوست امهرست در این شهر قرار دارد.